# Laila Rouass
Laila Rouass (* 22. Juni 1971 in London) ist eine  britische Schauspielerin. Bekannt wurde sie mit ihrer Rolle als Amber Gates in dem britischen Fernsehdrama Footballers’ Wives, in der dritten Staffel von Primeval spielte sie Dr. Sarah Page.

## Leben
Die gebürtige Londonerin hat indisch-marokkanische Eltern. Sie studierte an der kurzlebigen Londoner Filiale Lee Strasberg Theatre and Film Institute, bevor sie als Video Jockey auf Channel V und Television Personality in Mumbai, Indien, tätig wurde.
Von 1990 bis 2003 war Laila mit Abdeslam Rouass verheiratet. 2005 heiratete Laila Rouass den Eigentümer der Einzelhandelskette The Accessory People Nasa Khan in einer religiösen Zeremonie, ohne jedoch je standesamtlich zu heiraten. Im Februar 2007 brachte sie eine Tochter zur Welt. Das Paar trennte sich 2008. Von 2012 bis 2022 war sie mit dem englischen Snookerspieler Ronnie O’Sullivan liiert.

## Filmografie
- 1999: Senso unico
- 1999: Split Wide Open
- 2000: Bawandar
- 2003: Hollyoaks (Fernsehserie, 35 Episoden)
- 2004–2006: Footballers’ Wives (Fernsehserie, 22 Folgen)
- 2008: Shoot on Sight
- 2009: Primeval – Rückkehr der Urzeitmonster (Fernsehserie, 10 Folgen)
- 2010: Spooks – Im Visier des MI5 (Spooks, Fernsehserie, 7 Folgen)
- 2011–2021: Holby City (Fernsehserie, 60 Folgen)
- 2014: Inspector Barnaby (Midsomer Murders, Fernsehserie, Folge 16x04)
- 2015–2016: The Royals (Fernsehserie, 5 Folgen)
- 2016: Stella (Fernsehserie, 8 Folgen)
- 2016: The Lodge (Fernsehserie, 4 Folgen)
- 2018: Safe (Fernsehserie, 5 Folgen)
- 2018: Age Before Beauty (Fernsehserie, 3 Folgen)
- 2022: Inspector Barnaby (Midsomer Murders, Fernsehserie, Folge 23x03)
- 2022: Traces (Fernsehserie, 6 Folgen)